# Bob Royer
Robert Dee "Bob" Royer (nacido el 15 de octubre de 1927 y fallecido el 30 de mayo de 1973) fue un jugador de baloncesto estadounidense que disputó una temporada en la NBA. Con 1,78 metros de estatura, jugaba en la posición de base.

## Trayectoria deportiva

### Universidad
Jugó durante tres temporadas con los Sycamores de la Universidad Estatal de Indiana, en las que anotó 1.173 puntos, promediando 11,5 por partido en su último año. En 1949 fue elegido All-American de la NAIA, entonces denominada NAIB.

### Profesional
Fue elegido en la octava ronda del Draft de la BAA de 1949 por Providence Steamrollers, pero acabó fichando por los Denver Nuggets, con los que jugó una temporada, promediando 4,7 puntos y 2,0 asistencias por partido.

## Estadísticas de su carrera en la NBA

### Temporada regular
| Temporada | Edad | Equipo         | Liga | Pos. | P  | TIT | MIN | TC  | TCA | %TC  | 3P | 3PA | %3P | TL  | TLA | %TL  | R.OF. | R.DEF. | REB | ASIS | ROB | TAP | PER | FP  | PTS |
| 1949-50   | 22   | Denver Nuggets | NBA  |      | 42 |     |     | 1.9 | 5.5 | .338 |    |     |     | 1.0 | 1.4 | .707 |       |        |     | 2.0  |     |     |     | 1.7 | 4.7 |
| Total     |      |                | NBA  |      | 42 |     |     | 1.9 | 5.5 | .338 |    |     |     | 1.0 | 1.4 | .707 |       |        |     | 2.0  |     |     |     | 1.7 | 4.7 |